# Dasineura aceris
Dasineura aceris är en tvåvingeart som först beskrevs av Shimer 1868.  Dasineura aceris ingår i släktet Dasineura och familjen gallmyggor. Inga underarter finns listade i Catalogue of Life.